# Филаделфия Филис
„Филаделфия Филис“ е отбор от Мейджър Лийг Бейзбол, който е базиран във Филаделфия, Пенсилвания и е член на Източната дивизия на Националната лига. От 2004 г. отборът играе своите мачове на „Ситизънс Банк Парк“, който се намира в южната част на града. Тимът е настоящ шампион на лигата.
„Филис“ са печелили Световните серии 2 пъти (през 1980 г. срещу „Канзас Сити Роялс“ и през 2008 г. срещу „Тампа Бей Рейс“). Тимът също е завоювал и 6 пъти титлата в Източната дивизия.
Освен тези успехи Филис са имали и много трудни периоди. Дългата история на отбора и някои спадове на тима от най-големия град в Пенсилвания са причината той да има повече загуби от който и да е друг отбор в историята на Мейджър Лийг Бейзбол. „Филаделфия Филис“ е най-старият действащ и отбор, който не се е местил в друг град и не е сменял своето име във всички професионални американски спортове.